# Tom Moore (Schauspieler)

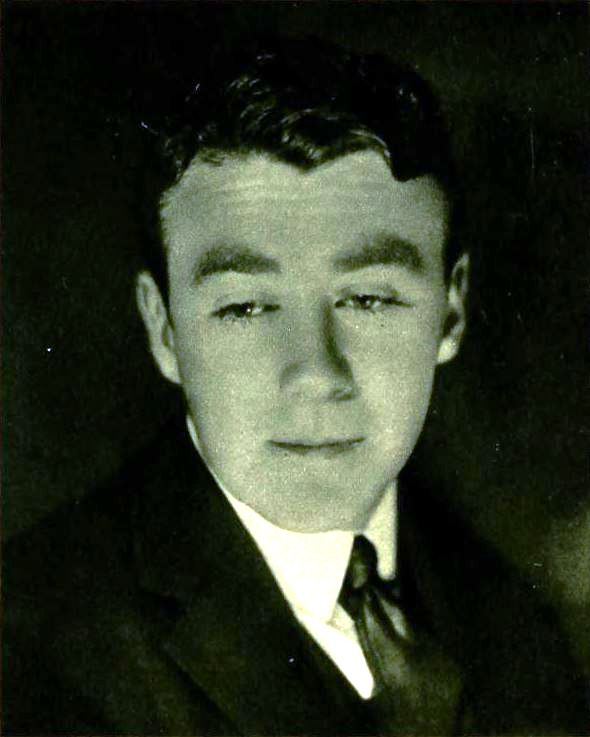
Tom Moore (1921)

Tom Moore (* 1. Mai 1883 als Thomas J. Moore in Fordstown Crossroads, County Meath; † 12. Februar 1955 in Santa Monica, Kalifornien) war ein irisch-amerikanischer Schauspieler und Stummfilmregisseur.

## Leben und Karriere
In Irland geboren, emigrierte Moore mit seiner Familie im Mai 1896 auf der S.S. Anchoria in die Vereinigten Staaten. Wie seine Brüder Owen und Matt Moore erreichte er in der Stummfilmära große Bekanntheit als Schauspieler. Ebenfalls Filmschauspieler waren sein Bruder Joe, der 1926 an einem Herzinfarkt starb, und seine 1919 an einer Grippe verstorbene Schwester Mary.
Zwischen 1908 und 1954 trat Moore in fast 200 Kinofilmen auf, zusätzlich übernahm er gegen Ende seines Lebens einige Fernsehrollen. Tom Moore spielte unter anderem für die Filmstudios Pathé und Goldwyn Picture Corporation, ab 1925 stand er bei Paramount Pictures unter Vertrag. Er wurde oftmals in romantischen Liebhaberrollen eingesetzt. Neben der Schauspielerei betätigte er sich in den Jahren 1914 und 1915 auch als Regisseur bei insgesamt 17 stummen Kurzfilmen. Mit dem Einsetzen des Tonfilms und seinem zunehmenden Alter ließ Moores Erfolg Ende der 1920er-Jahre deutlich nach, woraufhin er sich im Jahr 1936 aus dem Filmgeschäft verabschiedete. Von 1946 bis ein Jahr vor seinem Tod kehrte er wieder vor der Kamera zurück, musste sich allerdings nun in den meisten Fällen mit kleinen Nebenrollen begnügen. 
Moore war dreimal verheiratet: Von 1914 bis zur Scheidung 1920 mit der Schauspielerin Alice Joyce, aus der Ehe kam eine Tochter; von 1921 bis 1924 mit der französischen Darstellerin Renée Adorée; und von 1931 bis zu seinem Tod mit der Schauspielerin Elinor Merry (1906–1991), aus dieser Ehe kam wiederum ein Kind. Tom Moore starb im Alter von 71 Jahren an einer Krebserkrankung. Für seine Filmarbeit wurde er im Jahr 1960 mit einem Stern auf dem Hollywood Walk of Fame gewürdigt.

## Filmografie (Auswahl)
- 1908: The Test of Friendship
- 1909: The Voice of the Violin
- 1909: A Drunkard's Reformation
- 1917: The Cinderella Man
- 1918: The Floor Below
- 1920: Stop Thief
- 1924: Manhandled
- 1925: Pretty Ladies

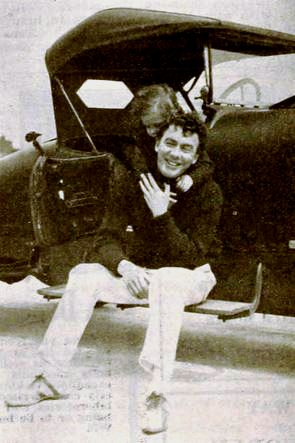
Tom Moore mit seiner Tochter Alice in einem Magazin (Juni 1919)

- 1926: Die Königin der Riviera (Good and Naughty)
- 1929: Side Street
- 1930: The Woman Racket
- 1931: Stout Hearts and Willing Hands
- 1935: Der Weg im Dunkel (The Dark Angel)
- 1936: Der Rächer (Robin Hood of El Dorado)
- 1947: Es begann in Schneiders Opernhaus (Mother Wore Tights)
- 1947: Amber, die große Kurtisane (Forever Amber)
- 1948: Nachtclub-Lilly (Road House)
- 1948: Schrei der Großstadt (Cry of the City)
- 1948: Scudda Hoo! Scudda Hay!
- 1949: Auf Leben und Tod (The Fighting O'Flynn)
- 1951: Der Revolvermann (The Redhead and the Cowboy)
- 1954: Immer jagte er Blondinen (The Human Jungle)